# Kanadski hokejski pokal 1981
Kanadski hokejski pokal 1981 je bil drugi tovrstni mednarodni reprezentančni hokejski turnir, ki je potekal med 1. in 13. septembrom 1981. Po rednem delu, v katerem je vsaka od reprezentanc odigrala po pet tekem, so se v polfinale uvrstile kanadska, sovjetska, ameriška in češkoslovaška reprezentanca, v finalu pa je sovjetska reprezentanca premagala domačo kanadsko z 8:1. 

## Postave
Kanada
- Drsalci: Barry Beck, Raymond Bourque, Mike Bossy, Marcel Dionne, Ron Duguay, Brian Engblom, Clark Gillies, Danny Gare, Bob Gainey, Butch Goring, Wayne Gretzky, Craig Hartsburg, Guy Lafleur, Ken Linseman, Rick Middleton, Gilbert Perreault, Denis Potvin, Paul Reinhart, Larry Robinson, Bryan Trottier
- Vratarji: Don Edwards, Mike Liut, Billy Smith
- Trenerji: Scotty Bowman, Al MacNeil, Red Berenson, Pierre Pagé

 Češkoslovaška
- Drsalci: Frantisek Cernik, Milan Chalupa, Jiri Dudacek, Miroslav Dvorak, Stanislav Hajdusek, Miloslav Horava, Arnold Kadlec, Jindrich Kokrment, Jaroslav Korbela, Norbert Kral, Jiri Lala, Jan Neliba, Milan Novy, Dusan Pasek,  Lubomir Penicka, Jaroslav Pouzar, Pavel Richter, Darius Rusnak, Radoslav Svoboda, Oldrich Valek
- Vratarja: Karel Lang, Jiri Kralik
- Trenerja: Ludek Bukac, Stanislav Nevesely

 Finska
- Drsalci: Pekka Arbelius, Matti Hagman, Raimo Hirvonen, Juha Huikari, Kari Jalonen, Arto Javanainen, Veli-Pekka Ketola, Markku Kiimalainen, Jari Kurri, Mikko Leinonen, Tapio Levo, Kari Makkonen, Timo Nummelin, Jukka Porvari, Pekka Rautakallio, Reijo Ruotsalainen, Jorma Sevon, Risto Siltanen, Ilkka Sinisalo, Juha Tuohimaa
- Vratarja: Hannu Lassila, Markus Mattsson
- Trenerja: Kalevi Numminen, Kari Makinen

 Švedska
- Drsalci: Kent-Erik Andersson, Thomas Eriksson, Jan Erixon, Thomas Gradin, Anders Håkansson, Anders Hedberg, Peter Helander, Tomas Jonsson, Anders Kallur, Lars Lindgren, Bengt Lundholm, Lars Molin, Kent Nilsson, Ulf Nilsson, Stefan Persson, Jörgen Pettersson, Börje Salming, Thomas Steen, Patrik Sundström, Mats Waltin
- Vratarja: Peter Lindmark, Pelle Lindbergh
- Trener: Anders Parmström

 ZDA
- Drsalci: Bill Baker, Neal Broten, Dave Christian, Steve Christoff, Richie Dunn, Mike Eaves, Robbie Ftorek, Tom Gorence, Mark Howe, Mark Johnson, Dave Langevin, Rod Langway, Reed Larson, Rob McClanahan, Bob Miller, Warren Miller, Ken Morrow, Mike O'Connell, Dean Talafous, Tom Younghans.
- Vratarja: Tony Esposito, Steve Baker
- Trenerji: Bob Johnson, John Cunniff, Mike Smith

 Sovjetska zveza
- Drsalci: Sergej Babinov, Zinetula Biljaletdinov, Nikolaj Drozdecki, Vjačeslav Fetisov, Irek Gimajev, Vladimir Golikov, Sergej Kapustin, Aleksej Kasatonov, Andrej Homutov, Vladimir Krutov, Igor Larionov, Sergej Makarov, Aleksander Malcev, Vasilij Pervuhin, Viktor Šalimov, Sergej Šepelev, Aleksander Skvorcov, Valerij Vasiljev, Viktor Žluktov, Vladimir Zubkov
- Vratarja: Vladislav Tretjak, Vladimir Miškin
- Trenerja: Viktor Tihonov, Vladimir Jurzinov

## Tekme

### Redni del
T-tekme, Z-zmage, N-neodločeni izidi, P-porazi, GR-gol razlika, T-točke.
| Reprezentanca   | T | Z | N | P | GR    | T |
| --------------- | - | - | - | - | ----- | - |
| Kanada          | 5 | 4 | 1 | 0 | 32-13 | 9 |
| Sovjetska zveza | 5 | 3 | 1 | 1 | 20–13 | 7 |
| Češkoslovaška   | 5 | 2 | 2 | 1 | 21–13 | 6 |
| ZDA             | 5 | 2 | 1 | 2 | 17–19 | 5 |
| Švedska         | 5 | 1 | 0 | 4 | 13–20 | 2 |
| Finska          | 5 | 0 | 1 | 4 | 6–31  | 1 |

| 1. september 1981 | ZDA | 3–1 | Švedska | Edmonton |

| Poročilo tekme      | Poročilo tekme | Poročilo tekme | Poročilo tekme | Poročilo tekme |
| ------------------- | -------------- | -------------- | -------------- | -------------- |
| Začetek: ni podatka |                |                |                |                |

| 1. september 1981 | Češkoslovaška | 1–1 | Sovjetska zveza | Winnipeg |

| Poročilo tekme      | Poročilo tekme | Poročilo tekme | Poročilo tekme | Poročilo tekme |
| ------------------- | -------------- | -------------- | -------------- | -------------- |
| Začetek: ni podatka |                |                |                |                |

| 1. september 1981 | Kanada | 9–0 | Finska | Edmonton |

| Poročilo tekme      | Poročilo tekme | Poročilo tekme | Poročilo tekme | Poročilo tekme |
| ------------------- | -------------- | -------------- | -------------- | -------------- |
| Začetek: ni podatka |                |                |                |                |

| 3. september 1981 | Češkoslovaška | 7–1 | Finska | Edmonton |

| Poročilo tekme      | Poročilo tekme | Poročilo tekme | Poročilo tekme | Poročilo tekme |
| ------------------- | -------------- | -------------- | -------------- | -------------- |
| Začetek: ni podatka |                |                |                |                |

| 3. september 1981 | Sovjetska zveza | 6–3 | Švedska | Winnipeg |

| Poročilo tekme      | Poročilo tekme | Poročilo tekme | Poročilo tekme | Poročilo tekme |
| ------------------- | -------------- | -------------- | -------------- | -------------- |
| Začetek: ni podatka |                |                |                |                |

| 3. september 1981 | Kanada | 8–3 | ZDA | Edmonton |

| Poročilo tekme      | Poročilo tekme | Poročilo tekme | Poročilo tekme | Poročilo tekme |
| ------------------- | -------------- | -------------- | -------------- | -------------- |
| Začetek: ni podatka |                |                |                |                |

| 5. september 1981 | Švedska | 5–0 | Finska | Winnipeg |

| Poročilo tekme      | Poročilo tekme | Poročilo tekme | Poročilo tekme | Poročilo tekme |
| ------------------- | -------------- | -------------- | -------------- | -------------- |
| Začetek: ni podatka |                |                |                |                |

| 5. september 1981 | Sovjetska zveza | 4–1 | ZDA | Edmonton |

| Poročilo tekme      | Poročilo tekme | Poročilo tekme | Poročilo tekme | Poročilo tekme |
| ------------------- | -------------- | -------------- | -------------- | -------------- |
| Začetek: ni podatka |                |                |                |                |

| 5. september 1981 | Kanada | 4–4 | Češkoslovaška | Winnipeg |

| Poročilo tekme      | Poročilo tekme | Poročilo tekme | Poročilo tekme | Poročilo tekme |
| ------------------- | -------------- | -------------- | -------------- | -------------- |
| Začetek: ni podatka |                |                |                |                |

| 7. september 1981 | Kanada | 4–3 | Švedska | Montréal |

| Poročilo tekme      | Poročilo tekme | Poročilo tekme | Poročilo tekme | Poročilo tekme |
| ------------------- | -------------- | -------------- | -------------- | -------------- |
| Začetek: ni podatka |                |                |                |                |

| 7. september 1981 | Sovjetska zveza | 6–1 | Finska | Winnipeg |

| Poročilo tekme      | Poročilo tekme | Poročilo tekme | Poročilo tekme | Poročilo tekme |
| ------------------- | -------------- | -------------- | -------------- | -------------- |
| Začetek: ni podatka |                |                |                |                |

| 7. september 1981 | ZDA | 6–3 | Češkoslovaška | Montréal |

| Poročilo tekme      | Poročilo tekme | Poročilo tekme | Poročilo tekme | Poročilo tekme |
| ------------------- | -------------- | -------------- | -------------- | -------------- |
| Začetek: ni podatka |                |                |                |                |

| 9. september 1981 | Finska | 4–4 | ZDA | Montréal |

| Poročilo tekme      | Poročilo tekme | Poročilo tekme | Poročilo tekme | Poročilo tekme |
| ------------------- | -------------- | -------------- | -------------- | -------------- |
| Začetek: ni podatka |                |                |                |                |

| 9. september 1981 | Češkoslovaška | 7–1 | Švedska | Ottawa |

| Poročilo tekme      | Poročilo tekme | Poročilo tekme | Poročilo tekme | Poročilo tekme |
| ------------------- | -------------- | -------------- | -------------- | -------------- |
| Začetek: ni podatka |                |                |                |                |

| 9. september 1981 | Kanada | 7–3 | Sovjetska zveza | Montréal |

| Poročilo tekme      | Poročilo tekme | Poročilo tekme | Poročilo tekme | Poročilo tekme |
| ------------------- | -------------- | -------------- | -------------- | -------------- |
| Začetek: ni podatka |                |                |                |                |

### Zaključni boji

#### Polfinale
| 11. september 1981 | Sovjetska zveza | 4–1 | Češkoslovaška | Ottawa |

| Poročilo tekme      | Poročilo tekme                                          | Poročilo tekme  | Poročilo tekme | Poročilo tekme |
| ------------------- | ------------------------------------------------------- | --------------- | -------------- | -------------- |
| Začetek: ni podatka | Šepelev 08:36 Golikov 15:12 Šalimov 16:41 Šepelev 31:09 | (3:0, 1:0, 0:1) | 47:39 Lála     |                |

| 11. september 1981 | Kanada | 4–1 | ZDA | Montréal |

| Poročilo tekme      | Poročilo tekme                         | Poročilo tekme  | Poročilo tekme | Poročilo tekme |
| ------------------- | -------------------------------------- | --------------- | -------------- | -------------- |
| Začetek: ni podatka | Engblom 03 Bossy 08 Bossy 18 Dionne 53 | (3:0, 0:1, 1:0) | 40. Eaves      |                |

### Finale
| 13. september 1981 | Kanada | 1–8 | Sovjetska zveza | Montréal |

| Poročilo tekme      | Poročilo tekme | Poročilo tekme  | Poročilo tekme | Poročilo tekme |
| ------------------- | -------------- | --------------- | --- | -------------- |
| Začetek: ni podatka | Gillies 28:02  | (0:0, 1:3, 0:5) | 24:56 Larionov 31:15 Šepelev 36:28 Šepelev 41:39 Šepelev 44:08 Krutov 56:00 Larionov 58:39 Golikov 59:19 Skvorcov |                |

## Končni vrsti red
1. Sovjetska zveza
2. Kanada
3. Češkoslovaška
4. ZDA
5. Švedska
6. Finska

## Najboljši strelci
T-tekme, G-goli, P-podaje, T-točke.
| Igralec               | T | G | P  | T  |
| --------------------- | - | - | -- | -- |
| 1. Wayne Gretzky      | 7 | 5 | 7  | 12 |
| 2. Mike Bossy         | 7 | 8 | 3  | 11 |
| 3. Bryan Trottier     | 7 | 3 | 8  | 11 |
| 4. Guy Lafleur        | 7 | 2 | 9  | 11 |
| 5. Aleksej Kasatonov  | 7 | 1 | 10 | 11 |
| 6. Gilbert Perreault  | 7 | 3 | 6  | 9  |
| 7. Sergej Makarov     | 7 | 3 | 6  | 9  |
| 8. Sergej Šepelev     | 7 | 6 | 2  | 8  |
| 9. Vladimir Krutov    | 7 | 4 | 4  | 8  |
| 10. Vjačeslav Fetisov | 7 | 1 | 7  | 8  |

## Idealna postava
- Vratar:  Vladislav Tretjak (tudi MVP)
- Branilca: 
  -  Arnold Kadlec
  -  Aleksej Kasatonov
- Napadalci:
  -  Mike Bossy
  -  Gilbert Perreault
  -  Sergej Šepelev